# Saison 1936 de la NFL
Navigation
Édition précédente Édition suivante
La saison 1936 de la NFL est la 17e saison de la National Football League. Elle voit le sacre des Packers de Green Bay.
Le 8 février 1936, se tient la première draft. En premier choix, les Eagles de Philadelphie sélectionne le vainqueur du trophée Heisman, Jay Berwanger. Dans la foulée, les Eagles cède le joueur aux Bears de Chicago, mais Berwanger renonce finalement à une carrière professionnelle dans la football américain. Aussi, le premier joueur réellement signé lors de cette première édition de la draft fut Riley Smith, sélectionné par les Redskins de Boston.
Pour la première fois depuis la création de la NFL, aucun changement au niveau des franchises. C'est également la première fois que toutes les équipes disputent le même nombre de matches en saison régulière.

## Classement général
| Conférence Est         |      |      |      |        |          |            |
| Franchise              | Vic. | Déf. | Nuls | % vic. | Pts pour | Pts contre |
| Redskins de Boston     | 7    | 5    | 0    | .583   | 149      | 110        |
| Steelers de Pittsburgh | 6    | 6    | 0    | .500   | 98       | 187        |
| Giants de New York     | 5    | 6    | 1    | .455   | 115      | 163        |
| Dodgers de Brooklyn    | 3    | 8    | 1    | .273   | 92       | 161        |
| Eagles de Philadelphie | 1    | 11   | 0    | .083   | 51       | 206        |

| Conférence Ouest     |      |      |      |        |          |            |
| Franchise            | Vic. | Déf. | Nuls | % vic. | Pts pour | Pts contre |
| Packers de Green Bay | 10   | 1    | 1    | .909   | 248      | 118        |
| Bears de Chicago     | 9    | 3    | 0    | .750   | 222      | 94         |
| Lions de Détroit     | 8    | 4    | 0    | .667   | 235      | 102        |
| Cardinals de Chicago | 3    | 8    | 1    | .273   | 74       | 143        |

## Finale NFL
- 13 décembre 1936, au Polo Grounds (New York) devant 29 545 spectateurs, Packers de Green Bay 21 - Redskins de Boston 6

## Statistiques
- 816 007 spectateurs assistent aux 54 matches de la saison régulière, soit une moyenne de 15 111 spectateurs par match.
- Earl Dutch Clark des Detroit Lions est le leader au classement des scoreurs avec 7 TD, 4 FG, 19 PAT et 73 TP.
- Le quarterback Arnie Herber des Packers de Green Bay est le leader du classement des passeurs avec 173 tentatives de passes, 77 passes complétées, 1239 yards gagnés en passe, 11 TD pour 13 interceptions.
- Le coureur rookie Alphonse Leemans des Giants de New York est le leader du classement des coureurs avec 206 courses, 830 yards gagnés, 4,0 yards gagnés par course et 2 TD.
- Le receveur Don Hutson des Packers de Green Bay est le leader du classement des receveurs de passes avec 34 passes complétées, 536 yards gagnés en passe, une moyenne de 15,8 yards par passe et 8 TD.
- Les Lions de Détroit gagnent 3703 yards au total.
- Les Lions de Détroit gagnent 2885 yards en course.
- Les Packers de Green Bay gagnent 1629 yards en passe.
- Les Redskins de Boston perdent 2181 yards au total.
- Les Redskins de Boston perdent 1148 yards en course.
- Les Eagles de Philadelphie perdent 853 yards en passe.